# Kalara
Kalara é uma vila no distrito de Haora, no estado indiano de Bengala Ocidental.

## Demografia
Segundo o censo de 2001, Kalara tinha uma população de 23 129 habitantes. Os indivíduos do sexo masculino constituem 52% da população e os do sexo feminino 48%. Kalara tem uma taxa de literacia de 64%, superior à média nacional de 59,5%: a literacia no sexo masculino é de 68% e no sexo feminino é de 60%. Em Kalara, 14% da população está abaixo dos 6 anos de idade.